# Рідкісні птахи (альбом)
Рідкісні птахи — шостий студійний альбом українського рок-гурту СКАЙ, представлений 27 квітня 2018 року.
Платівка складається із 10 пісень, одна із з яких є синглом «Я тебе люблю», з яким гурт брав участь у національному відборі на Євробачення 2017 року.
19 квітня 2019 вийшов кліп на пісню «Я б все віддав».

## Список пісень
| #   | Назва            | Тривалість |
| --- | ---------------- | ---------- |
| 1.  | «Кожного дня»    | 3:47       |
| 2.  | «Хочу ще»        | 3:29       |
| 3.  | «Я б все віддав» | 3:29       |
| 4.  | «Давай втечемо»  | 3:50       |
| 5.  | «Допоможи мені»  | 3:14       |
| 6.  | «Шторм»          | 3:54       |
| 7.  | «Відчуваєш»      | 3:31       |
| 8.  | «Одне ціле»      | 3:32       |
| 9.  | «Пікова дама»    | 3:38       |
| 10. | «Я тебе люблю»   | 3:40       |